# Автолиз мяса
Авто́лиз мяса — процесс самопроизвольного изменения химического состава, структуры и свойств мясного сырья после убоя животного под воздействием собственных ферментов мяса.
После прекращения жизни животного, в связи с прекращением поступления кислорода, отсутствием окислительных превращений и кровообращения, торможением синтеза и выработки энергии, накопления в тканях конечных продуктов обмена и нарушения осмотического давления клеток, в мясе имеет место самораспад прижизненных систем и самопроизвольное развитие ферментативных процессов за счет длительно сохраняющих свою каталитическую активность ферментов. В результате их развития происходит распад тканевых компонентов, изменяются качественные характеристики мяса (механическая прочность, уровень водосвязывающей способности, вкус, цвет, аромат) и его устойчивость к микробиологическим процессам.

## Этапы автолиза мяса
Изменение свойств мяса происходит в определённой последовательности в соответствии с основными этапами автолиза (парное мясо → посмертное окоченение → разрешение посмертного окоченения и созревание → глубокий автолиз), и его качественные показатели при этом существенно различаются.
К парному относят мясо непосредственно после убоя животного и разделки туши (для мяса птицы до 30 мин, для говядины — 2-4 ч). В нём мышечная ткань расслаблена, мясо характеризуется мягкой консистенцией, сравнительно небольшой механической прочностью, высокой водосвязывающей способностью. Вкус и запах такого мяса выражены недостаточно. Нормальное парное мясо имеет pH 7,2.
Примерно через 3 ч после убоя начинается развитие посмертного окоченения (rigor mortis), приводящее к резкому снижению водосвязывающей способности, росту механической прочности, снижению pH до 5,5-5,6, ухудшению цвета и запаха. Мясо постепенно теряет эластичность, становится жёстким и трудно поддаётся механической обработке. Такое мясо сохраняет повышенную жёсткость и после варки. Полное окоченение наступает в разные сроки в зависимости от особенностей животного и параметров окружающей среды. Для говядины при 0 °C окоченение достигает максимума через 24-48 ч.
После полного окоченения начинается разрешение окоченения: мускулатура расслабляется, уменьшаются прочностные свойства мяса, увеличивается водосвязывающая способность. Однако кулинарные показатели мяса (нежность, сочность, вкус, запах и усваиваемость) ещё не достигают оптимального уровня и выявляются при дальнейшем развитии автолитических процессов: для говядины при 0-4 °C — через 25-30 сут. В технологической практике нет установленных показателей полной зрелости мяса и, следовательно, точных сроков созревания. Это объясняется прежде всего тем, что важнейшие свойства мяса при созревании изменяются неодновременно. Так, жёсткость наиболее заметно уменьшается через 5-7 сут. после убоя (при 0-4 °C) и в последующем, хотя и медленно, продолжает уменьшаться. Органолептические показатели достигают оптимума через 10-14 сут. В дальнейшем улучшения запаха и вкуса не наблюдается. Тому или иному способу использования мяса должен соответствовать определённый и наиболее благоприятный уровень развития автолитических изменений тканей. О пригодности мяса для определённых целей судят по свойствам и показателям, имеющим для данной конкретной цели решающее значение.

## Биохимия автолиза
В основе автолитических превращений мяса лежат изменения углеводной системы, системы ресинтеза АТФ и состояния миофибриллярных белков, входящих в систему сокращения.
В связи с отсутствием поступления кислорода в организм ресинтез гликогена в мясе после убоя идти не может, и начинается его анаэробный распад, который протекает по пути фосфоролиза и амилолиза с образованием молочной кислоты и глюкозы. Скорость гликолиза можно регулировать: введение хлорида натрия в парное мясо подавляет процесс; применение электростимуляции — ускоряет. Интенсивный прижизненный распад гликогена может вызываться стрессовыми ситуациями у животных.
Через 24 часа гликолиз приостанавливается вследствие исчерпания запасов АТФ и накопления молочной кислоты, подавляющей фосфоролиз.
Ферментативный распад гликогена является пусковым механизмом для развития последующих физико-химических и биохимических процессов. Накопление молочной кислоты приводит к смещению pH мяса в кислую сторону от 7,2-7,4 до 5,4-5,8, в результате чего:
- увеличивается устойчивость мяса к действию гнилостных микроорганизмов;
- снижается растворимость мышечных белков (изоточка 4,7-5,4), уровень их гидратации, величина водосвязывающей способности;
- происходит набухание коллагена соединительной ткани;
- повышается активность катепсинов (оптимум их деятельности — при pH = 5,3), вызывающих гидролиз белков на более поздних стадиях автолиза;
- разрушается бикарбонатная система мышечной ткани с выделением углекислого газа;
- создаются условия для интенсификации реакций цветообразования вследствие перехода в миоглобине двухвалентного железа в трёхвалентное;
- изменяется вкус мяса;
- активизируется процесс окисления липидов.

На первой стадии автолиза важное значение имеет уровень содержания в мясе энергоёмкой АТФ, вследствие дефосфорилирования (распада) которой осуществляется процесс фосфоролиза гликогена. Одновременно энергия дефосфорилирования обеспечивает сокращение миофибриллярных белков.
Для мяса в послеубойный период характерно непрерывное снижение концентрации АТФ. Вследствие уменьшения запасов АТФ, в мясе не хватает энергии для восстановления состояния релаксации сократившихся волокон.
Накопление молочной (и фосфорной) кислоты, как уже отмечалось, оказывает существенное влияние на состояние мышечных белков, что в свою очередь предопределяет технологические свойства мяса: консистенцию, водосвязывающую способность, эмульгирующие и адгезионные показатели.
Сущность этих изменений в основном связана с процессом образования актомиозинового комплекса и зависит от наличия в системе энергии и ионов кальция (Ca2+). Непосредственно после убоя количество АТФ в мясе велико, Ca2+ связан с саркоплазматической сетью мышечного волокна, актин находится в глобулярной форме и не связан с миозином, что обуславливает расслабленность волокон, большое количество гидрофильных центров и высокую водосвязывающую способность. Сдвиг pH мяса в кислую сторону запускает механизм превращений миофибриллярных белков:
- изменяется проницаемость мембран миофибрилл;
- ионы кальция выделяются из каналов саркоплазматического ретикулума, концентрация их возрастает;
- ионы кальция повышают АТФ-азную активность миозина;
- глобулярный Г-актин переходит в фибриллярный (Ф-актин), способный вступать во взаимодействие с миозином в присутствии энергии распада АТФ;
- энергия распада АТФ инициирует взаимодействие миозина с фибриллярным актином с образованием актомиозинового комплекса.

Результатом сокращения является нарастание жёсткости мяса, уменьшение эластичности и уровня водосвязывающей способности. Механизм дальнейших изменений миофибриллярных белков, приводящий к разрешению посмертного окоченения, изучается. Однако, ясно, что на первых стадиях созревания происходит частичная диссоциация актомиозина, одной из причин которой является увеличение в этот период количества легкогидролизуемых фосфатов и, очевидно, воздействие тканевых протеаз.
Характер развития автолиза в белых и красных мышечных волокнах мяса несколько отличается.
Красные волокна, в отличие от белых, характеризуются медленным сокращением и высокой длительностью процесса.
В процессе длительного созревания мяса происходит существенное улучшение органолептических и технологических характеристик. На ранних стадиях автолиза мясо не имеет выраженного вкуса и запаха, которые в зависимости от температуры хранения появляются лишь на 3-4 сутки в связи с образованием продуктов ферментативного распада белков и пептидов (глютаминовая кислота, треонин, серосодержащие аминокислоты), нуклеотидов (инозин, гипоксантин и др.), углеводов (глюкоза, фруктоза, пировиноградная и молочная кислота), липидов (низкомолекулярные жирные кислоты), а также креатин, креатинин и другие азотистые экстрактивные вещества.

## Мясо с аномальным характером автолиза
В настоящее время вопрос направленного использования сырья с учётом хода автолиза приобретает особое значение, так как существенно возросла доля животных, поступающих на переработку из промышленных комплексов, у которых после убоя в мышечной ткани обнаруживаются значительные отклонения от обычного в развитии автолитических процессов.
В соответствии с этим различают мясо с высоким конечным pH (DFD) и экссудативное мясо (PSE) с низкими значениями pH. Помимо PSE- и DFD-мяса также можно выделить свинину «гемпширского» типа, которая достигает минимальных значений pH через сутки после убоя, что характерно для свиней гемпширской породы.
|                                  | PSE (бледное, мягкое, водянистое) | NOR (нормальное)                                                                | DFD (тёмное, жёсткое, сухое) |
| -------------------------------- | --- | ------------------------------------------------------------------------------- | --- |
| Изображение                      | |                                                                                 | |
| Органолептические характеристики | Светлая окраска, рыхлая консистенция, кислый привкус, выделение мясного сока, низкая ВСС | Яркий красно-розовый цвет, упругая консистенция, характерный запах, высокая ВСС | Тёмно-красный цвет, грубая волокнистость, жёсткая консистенция, повышенная липкость, низкая стабильность при хранении, высокая ВСС                                                |
| Причины образования              | Встречается у свиней с малой подвижностью, отклонениями в генотипе, под воздействием кратковременных стрессов | Нормальное развитие автолиза                                                    | Чаще всего у молодняка КРС после длительного стресса |
| Значение pH                      | 5,2 — 5,5 через 60 мин. после убоя | 5,6 — 6,2                                                                       | выше 6,2 через 24 ч после убоя |
| Рекомендации по использованию    | Использование: - в парном состоянии после введения NaCl; - в сочетании с мясом DFD; - в комплексе с соевыми изолятами; - с введением фосфатов; - в комбинации с мясом с нормальным ходом автолиза повышенной сортности | Производство всех видов мясопродуктов (без ограничений)                         | Использование: - при изготовлении эмульгированных колбас, солёных изделий с коротким периодом хранения; - в сочетании с мясом PSE; - при изготовлении замороженных мясопродуктов. |

Как известно , по отдельным регионам России количество говядины с признаками DFD и свинины с PSE составляет до 50 % от поступающего на переработку сырья.
|                                        | I группа (PSE) | I группа (PSE) | II группа (NOR) | II группа (NOR) | III группа (DFD) | III группа (DFD) |
| свинина                                | говядина       | свинина        | говядина        | свинина         | говядина         |                  |
| -------------------------------------- | -------------- | -------------- | --------------- | --------------- | ---------------- | ---------------- |
| pH через 1 ч                           | 5,2 — 5,5      | 5,2 — 5,5      | 6,2 — 6,8       | 6,5 — 7,0       | 6,2 — 6,8        | 6,6 — 7,0        |
| pH через 24 ч                          | 5,2 — 5,5      | 5,2 — 5,5      | 5,5 — 6,2       | 5,6 — 5,8       | 6,2              | 6,6              |
| Животные из промышленных комплексов, % | 35 — 40        | 12 — 15        | -               | -               | 20 — 30          | 45 — 50          |
| Животные из хозяйств, %                | 25 — 30        | 7 — 10         | -               | -               | 20 — 25          | 30 — 35          |

Комплексные исследования физико-химических свойств мяса отечественных пород проводил A. M. Поливода. Мясо свиней нормального качества должно иметь влагоудерживающую способность в пределах 53 — 66 %. В этом смысле лучшие показатели были у свиней крупной белой, северокавказской, латвийской белой и миргородской пород. Пониженную величину влагоудерживающей способности имели мясные свиньи ПМ-1, КМ-1, ЭКБ-1. По величине pH более низкие величины также имели свиньи мясных типов — полтавского, ростовского, кемеровского, молдавского, московского. По интенсивности окраски мяса лидировали ливенская и кемеровская породы, а самая бледная свинина была у животных ЭКБ-1, РМ, ландрас. В среднем PSE-свинина встречалась в 7,8 % случаев.

### Мясо PSE
Экссудативное мясо PSE (pale, soft, exudative — бледное, мягкое, водянистое) характеризуется светлой окраской, мягкой рыхлой консистенцией, выделением мясного сока вследствие пониженной водосвязывающей способности, кислым привкусом.
Признаки PSE чаще всего имеет свинина, полученная от убоя животных с интенсивным откормом и ограниченной подвижностью при содержании. Появление признаков PSE может быть обусловлено также генетическими последствиями, воздействием кратковременных стрессов, чрезмерной возбудимостью животных.
Первые случаи появления некачественной свинины зафиксированы ещё в 1883 году. Массовое появление такой свинины отмечено в Дании в 1953 году, в СССР — в 1970 году.
Наиболее часто мясо с признаками PSE получают в летний период времени. В первую очередь экссудативности подвержены наиболее ценные части туши: длиннейшая мышца и окорока. После убоя таких животных в мышечной ткани происходит интенсивный распад гликогена, посмертное окоченение наступает быстрее. В течение 60 минут величина рН мяса понижается до 5,2-5,5, однако так как температура сырья в этот период сохраняется на высоком уровне, происходит конформация саркоплазматических белков и их взаимодействие с белками миофибрилл. В результате происходящих изменений состояния и свойств мышечных белков резко снижается величина водосвязывающей способности сырья.
Данный порок наиболее распространен в мышцах «longissimus dorsi» — 86,6 %, в «semumem branous» он составил 73,7 %, «gluteus medius» — 70 %, в остальных — 40 %.
Мясо с признаками PSE из-за низких рН (5,0-5,5) и водосвязывающей способности является непригодным для производства эмульгированных (вареных) колбас, вареных и сырокопченых окороков, так как при этом ухудшаются органолептические характеристики готовых изделий (светлая окраска, кисловатый привкус, жёсткая консистенция, пониженная сочность), снижается выход.

### Мясо DFD
Мясо с признаками DFD (dark, firm, dry — тёмное, жёсткое, сухое) имеет через 24 часа после убоя уровень pH выше 6,2, тёмную окраску, грубую структуру волокон, обладает высокой водосвязывающей способностью, повышенной липкостью и обычно характерно для молодых животных крупного рогатого скота, подвергавшихся различным видам длительного стресса до убоя. Вследствие прижизненного распада гликогена количество образовавшейся после убоя молочной кислоты в мясе таких животных невелико, и миофибриллярные белки в мясе DFD имеют хорошую растворимость.
Высокие значения рН ограничивают продолжительность его хранения, в связи с чем мясо DFD является непригодным для выработки сырокопчёных изделий. С учётом высокой водосвязывающей способности мяса категории DFD его используют при производстве эмульгированных колбас, солонины, быстрозамороженных полуфабрикатов. В сочетании с мясом хорошего качества либо с соевым изолятом мясо DFD могут также добавлять в сырьё для переработки в эмульгированные и сырокопчёные колбасы, рубленые и панированные полуфабрикаты.

### Причины нарушения хода автолиза
Основной причиной появления экссудативности и тёмного клейкого мяса считают применение метода выращивания животных в специфических условиях гиподинамии, промышленного интенсивного откорма и в связи с селекцией на мясность. Это приводит к психической неустойчивости животных и повышенной подверженности стрессу. Стрессовое состояние вызывает значительные потери адреналина, а это, в свою очередь, является причиной ускоренного гликолиза. Учитывая легко возбудимую нервную систему свиней, напуганные и утомлённые перед убоем, они расходуют большую часть резерва гликогена на компенсацию нервных и физических затрат. Все это часто приводит к получению свинины, а также и говядины с высоким конечным рН. В случае беломышечной болезни процесс гликолиза большей частью протекает в анаэробных условиях, поэтому ещё при жизни животного начинает образовываться молочная кислота в повышенном количестве. Величина рН у мяса забитых в этом состоянии животных сразу после убоя всегда ниже.
Критическое сочетание низкой величины рН (ниже 6,0) и высокой температуры (выше 35 °C) вызывает сильную конформацию и денатурацию саркоплазматических и миофибриллярных белков, что обуславливает понижение водосвязывающей способности мяса.
Установлено, что различия в климатических условиях содержания животных до убоя могут вызвать различия в качестве мяса, причём повышенная температура оказывает неблагоприятное влияние на качество мяса свиней. Наблюдаемое увеличение числа туш PSE в теплое время года объясняется, видимо, подавлением деятельности щитовидной железы, когда нарушается регуляция поглощения кислорода. У таких животных сердечно-сосудистая система способна обеспечивать снабжение тканей кислородом только в состоянии покоя.
В настоящее время имеется ряд работ, в которых одной из причин экссудативности считают нарушение гормонального равновесия — недостаточность тироксина, адренокортикотропного гормона и деоксикортикостерона, который поддерживает равновесие K/Na в крови и клетках. Прижизненный синдром стресса вызывает увеличение концентрации K+ и Na+ в плазме; в результате повышается активность некоторых клеточных ферментов, провоцирующих нарушение нормального хода процесса гликолиза. Существуют предположения, что значительную роль в этом играет неправильное регулирование, осуществляемое передней долей гипофиза. Происходит нарушение действия гормонов мозгового слоя надпочечников, которые, влияя на гликолиз, способствуют образованию бледного водянистого и тёмного сухого мяса.
Наряду с вышерассмотренными факторами к причинам, вызывающим появление мяса с признаками PSE и DFD, относят также:
- низкое содержание жиров и белков в кормовом рационе животных;
- наличие у животных злокачественной гиперпирексии (вирулентная лихорадка), которая характеризуется бесконтрольным повышением температуры и исключительной жёсткостью скелетной мускулатуры.